# Dasymitrium
Dasymitrium là một chi rêu trong họ Orthotrichaceae.